# Gongzhuling
Gongzhuling (公主岭 ; pinyin : Gōngzhǔlǐng) est une ville de la province du Jilin en Chine. C'est une ville-district placée sous la juridiction de la ville-préfecture de Siping.

## Démographie
La population du district était de 1 030 322 habitants en 1999.